# Bularc
Bularc (Bularchus) fou un antic pintor de l'Àsia Menor, del regne de Lídia.
Va fer una pintura representant la derrota dels magnesis suposadament per encàrrec de Candaules rei de Lídia (segons Plini el Vell) i com a pagament el rei hauria —segons les fonts– cobert la superfície de l'obra d'or o pagat el pes de l'obre en or, el que molt probablement és exagerat. Com que Candaules vaq morir cap al final del segle viii aC (vers 720 aC i 716 aC) i la destrucció de Magnèsia (almenys l'única coneguda) va passar vers l'any 676 aC sota Ardis II, probablement la historia sobre Candaules és fictícia.